# Барсков, Игорь Сергеевич
И́горь Серге́евич Барсков (13 июня 1937 — 25 июня 2019) — советский и российский палеонтолог, доктор биологических наук, профессор, действительный член РАЕН[когда?]

, заведующий кафедрой палеонтологии геологического факультета МГУ (с 1989). Заслуженный деятель науки Российской Федерации (1998).

## Биография
Родился 13 июня 1937 года в городе Дзержинске Горьковской области.
В 1954 году окончил среднюю школу в городе Костроме.
В 1960 году окончил геологический факультет МГУ по кафедре палеонтологии. Его учителями были академики Ю. А. Орлов и В. В. Меннер, профессора В. Н. Шиманский и В. В. Друщиц.
Работал геологом, начальником отряда в Норильской экспедиции НИС геологического факультета (1960—1963).
Окончил аспирантуру по кафедре палеонтологии, в 1966 году защитил кандидатскую диссертацию «Позднеордовикские и силурийские головоногие Казахстана и Средней Азии»; в 1979 году — докторскую диссертацию на тему «Морфогенез, экогенез и микроструктура скелета палеозойских цефалопод»
Ассистент (1966—1978), старший преподаватель (1978—1984), профессор (1985) кафедры палеонтологии, профессор кафедры экологии и наук о Земле Университета природы, общества и человека в городе Дубне.
С 1989 года заведующий кафедрой палеонтологии геологического факультета МГУ.
Скончался 25 июня 2019 года в Москве.

## Членство в организациях
- Учёный совет геологического факультета МГУ и Палеонтологического института АН СССР (с 1980)
- Научный совет по проблеме «Пути и закономерности исторического развития животных и растительных организмов» АН СССР (1968)
- Совет по защите докторских и кандидатских диссертаций при геологическом факультете МГУ
- Совет по защите докторских и кандидатских диссертаций Геологического института АН СССР (1983)
- Экспертная комиссия ВАК (1986—2001)
- Редколлегия (с 1983), главный редактор (1989—1993) «Палеонтологического журнала»
- Редколлегия журнала «Вестник Московского университета. Серия Геология» (с 1988).

## Научная деятельность
Опубликовал около 300 научных работ . Основные направления научных исследований — систематика, сравнительная морфология, экогенез палеозойских цефалопод; электронно-микроскопическое изучение структуры скелета ископаемых и современных моллюсков; верхнепалеозойские конодонты; Разработал основы экологической классификации цефалопод по особенностям строения их раковины, выявил закономерности экогенеза группы на протяжении палеозоя; вместе с коллегами создал зональную схему расчленения средне- и верхнекаменноугольных отложений по конодонтам; является экспертом и руководителем исследований по биоминерализации и микроструктурному изучению скелетных остатков ископаемых организмов.
Лауреат Премии имени Ханса Раусинга (2009).

## Память
В честь И. С. Барскова были названы:
- род кембрийских моллюсков — Barskovia
- виды конодонтов карбона и перми — Laterignathus barskovi, Streptognathodus barskovi
- вид брахиопод нижнего мела — Graniscus barskovi Smirnova, 1972.